# All Good Things (Come to an End)
"All Good Things (Come to an End)" je pjesma koju su napisali pjevačica Nelly Furtado, Timbaland, Danja i Chris Martin za njen treći album Loose. Pjesmu su ko-producirali Timbaland i Danja i objavili to kao treći singl s albuma u Europi u studenome 2006. godine, te kao četvrti singl u SAD-u i Australiji. Pjesma je došla do vrha ljestvica u više od 15 zemalja, među ostalima u Njemačkoj, Austriji, Švicarskoj i Nizozemskoj.

## Popis pjesama
UK CD singl
1. "All Good Things (Come to an End)" (radio edit)
2. "Maneater" (uživo)

Maxi-CD
1. "All Good Things (Come to an End)" (radio mix)
2. "All Good Things (Come to an End)" (featuring Rea Garvey)
3. "No Hay Igual" (featuring Calle 13)
4. "All Good Things (Come to an End)" (video)

Njemački maxi-CD
1. "All Good Things (Come to an End)" (radio verzija)
2. "All Good Things (Come to an End)" (featuring Rea Garvey)
3. "Maneater" (Live Lounge Radio session)
4. "All Good Things (Come to an End)" (video)

iTunes singl
1. "All Good Things (Come to an End)" (radio verzija)
2. "Maneater" (uživo)

Australski CD singl
1. "All Good Things (Come to an End)" (radio verzija) – 4:2
2. "Maneater" (uživo) – 3:01
3. "No Hay Igual" (featuring Calle 13) – 3:41
4. "All Good Things (Come to an End)" (video) – 3:48

All Good Things (Come To An End) / No Hay Igual UK /Čileanski promotivni CD singl
1. "All Good Things (Come to an End)" (UK Radio Mix) – 3:49
2. "No Hay Igual" – 3:35
3. "No Hay Igual" (featuring Calle 13) – 3:38
4. "No Hay Igual" (featuring Calle 13) [Instrumental] – 3:37

## Remixevi
- "All Good Things (Come to an End)" (featuring Slim Thug, T.I. & Bun B) (3 Kings Remix) (3:59)
- "All Good Things (Come to an End)" (Dave Aude Club Mix) (9:07)
- "All Good Things (Come to an End)" (Dave Aude Audacious Dub) (7:58)
- "All Good Things (Come to an End)" (Dave Aude Radio Mix) (3:42)
- "All Good Things (Come to an End)" (Dave Aude Mixshow) (6:00)
- "All Good Things (Come to an End)" (Kaskade Club Mix) (6:46)
- "All Good Things (Come to an End)" (Kaskade Dub) (6:16)
- "All Good Things (Come to an End)" (Kaskade Radio Mix) (3:30)
- "All Good Things (Come to an End)" (Crystal Fake Bootleg Remix) (6:09)
- "All Good Things (Come to an End)" (Goove & Groove House Remix) (5:16)
- "All Good Things (Come to an End)" (Zero Assoluto Italo Dance Mix) (3:47)
- "All Good Things (Come to an End)" (Atti Master Remix) (3:36)
- "All Good Things (Come to an End)" (Thamoella Remix) (3:54)
- "All Good Things (Come to an End)" (EDY Remix) (5:14)
- "All Good Things (Come to an End)" (Pajy Mix) (3:58)
- "All Good Things (Come to an End)" (Il Hot Remix) (5:33)
- "All Good Things (Come to an End)" (Roman Heinken Remix) (4:05)
- "All Good Things (Come to an End)" (DJ Little A Reggaeton Remix) (3:57)
- "All Good Things (Come to an End)" (Sam998899's Club Mix) (7:04)
- "All Good Things (Come to an End)" (Hot Tracks Mix)
- "All Good Things (Come to an End)" (Drum & Bass Remix) (3:12)
- "All Good Things (Come to an End)" (Main Radio Mix) (3:48)
- "All Good Things (Come to an End)" (UltiMix) (5:57)
- "All Good Things (Come to an End)" (English & Spanish Mix) (Nelly Furtado vs. Nelly Furtado) (4:40)

## Ostale verzije
- "All Good Things (Come to an End)" (albumska verzija) (5:11)
- "All Good Things (Come to an End)" (radio verzija) (3:45)
- "All Good Things (Come to an End)" (glavni radio edit) (4:25)
- "All Good Things (Come to an End)" (glavna Singl verzija)
- "All Good Things (Come to an End)" (instrumentalska verzija)
- "All Good Things (Come to an End)" (karaoke verzija) (4:13)
- "All Good Things (Come to an End)" (akustična verzija)
- "All Good Things (Come to an End)" (featuring Chris Martin) (5:31)
- "All Good Things (Come to an End)" (featuring Rea Gravy from Reamonn) (3:55)
- "All Good Things (Come to an End)" (featuring Di Ferrero) (3:42)
- "All Good Things (Come to an End)" (featuring Zero Assoluto)

## Povijest izdanja
| Država                 | Datum             |
| ---------------------- | ----------------- |
| Europa                 | 17. studenog 2006 |
| Ujedinjeno Kraljevstvo | 27. studenog 2006 |
| Australija             | 7. travnja 2007   |
| Sjeverna Amerika       | 10. travnja 2007  |
| Čile                   | 30. lipnja 2008   |

## Top ljestvice
| Ljestvice (2006/2007)             | Najviša pozicija |
| --------------------------------- | ---------------- |
| Australija                        | 12               |
| Austrija                          | 1                |
| Belgija                           | 1                |
| Kanada                            | 5                |
| Nizozemska                        | 1                |
| Europa                            | 1                |
| Estonija                          | 2                |
| Njemačka                          | 1                |
| Mađarska                          | 1                |
| Francuska                         | 6                |
| Irska                             | 8                |
| Izrael                            | 1                |
| Italija                           | 1                |
| Novi Zeland                       | 12               |
| Norveška                          | 1                |
| Rumunjska                         | 2                |
| Slovenija                         | 1                |
| Švedska                           | 5                |
| Švicarska                         | 1                |
| Portugal                          | 17               |
| Ujedinjeno Kraljevstvo            | 4                |
| SAD Billboard Hot 100             | 86               |
| SAD BillboardPop 100              | 59               |
| SAD Billboard Hot Dance Club Play | 1                |